# Hársfa-rőzsecincér
A hársfa-rőzsecincér (Exocentrus lusitanus) a cincérfélék családjába tartozó, Európában honos, hársfákon élő bogárfaj. 

## Megjelenése
A hársfa-rőzsecincér testhossza 3,5-6 mm. Az előtor oldalain egy-egy kis tüske látható, szárnyfedőinek oldalvonalai kb. kétharmadukig párhuzamosak. Teste vöröses- vagy sárgásbarna. A szárnyfedők elejét és végét szürkésfehér szőrök borítják; a középvonal mögött sötét harántcsík látható, amely elöl élesen, hátul elmosódottan határolt. A szárnyfedők elején az oldalszél mellett hosszúkás barna folt látszik, amely a válltól a szárnyfedők közepéig ér; a sötét harántfolt a varratnál keskenyebb, mint a középen. 

## Elterjedése és életmódja
Európában honos, az Pireneusoktól Nyugat-Szibériáig. A Brit-szigetekről hiányzik. Magyarországon elterjedt, a hegy- és dombvidékeken gyakori faj. 
Lárvája élő hársfák (ritkán mogyoró) elhalt ágaiban, vagy földön heverő száraz, korhadó ágakban fejlődik. A fiatal lárva a kéreg alatt, az idősebb a fában rág. Életciklusa két évig tart. Az imágó májustól júliusig rajzik, többnyire a hársfákon található meg. 

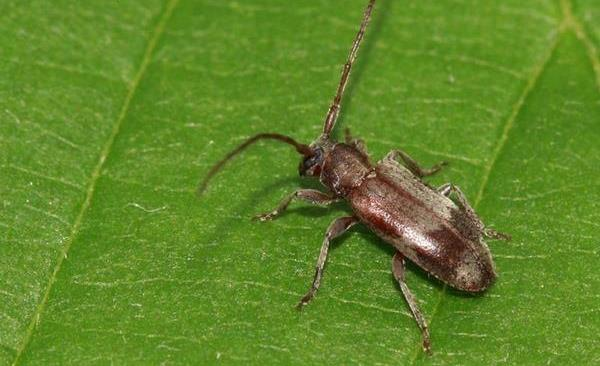
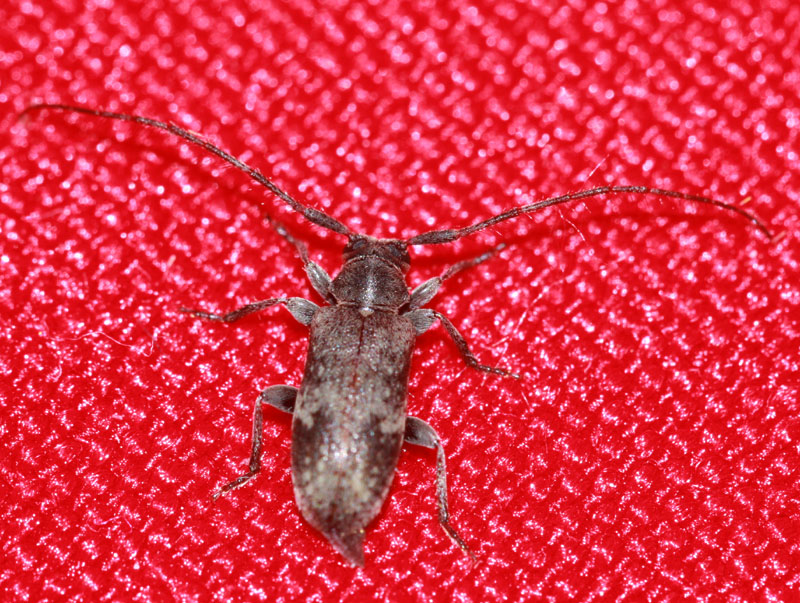
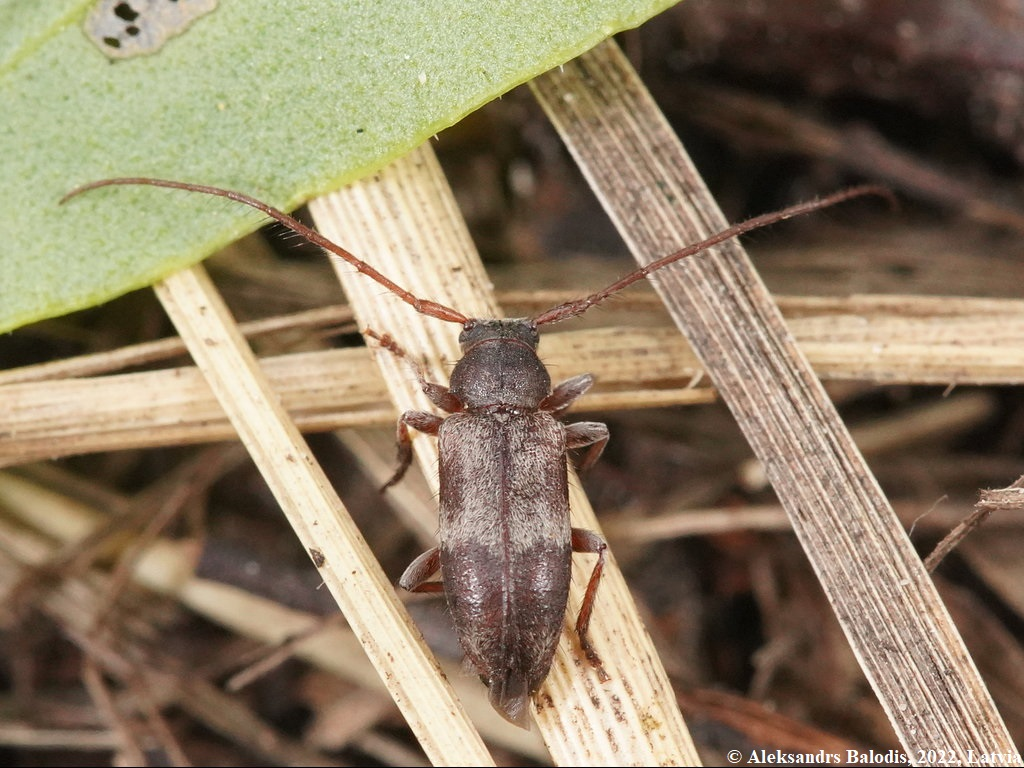
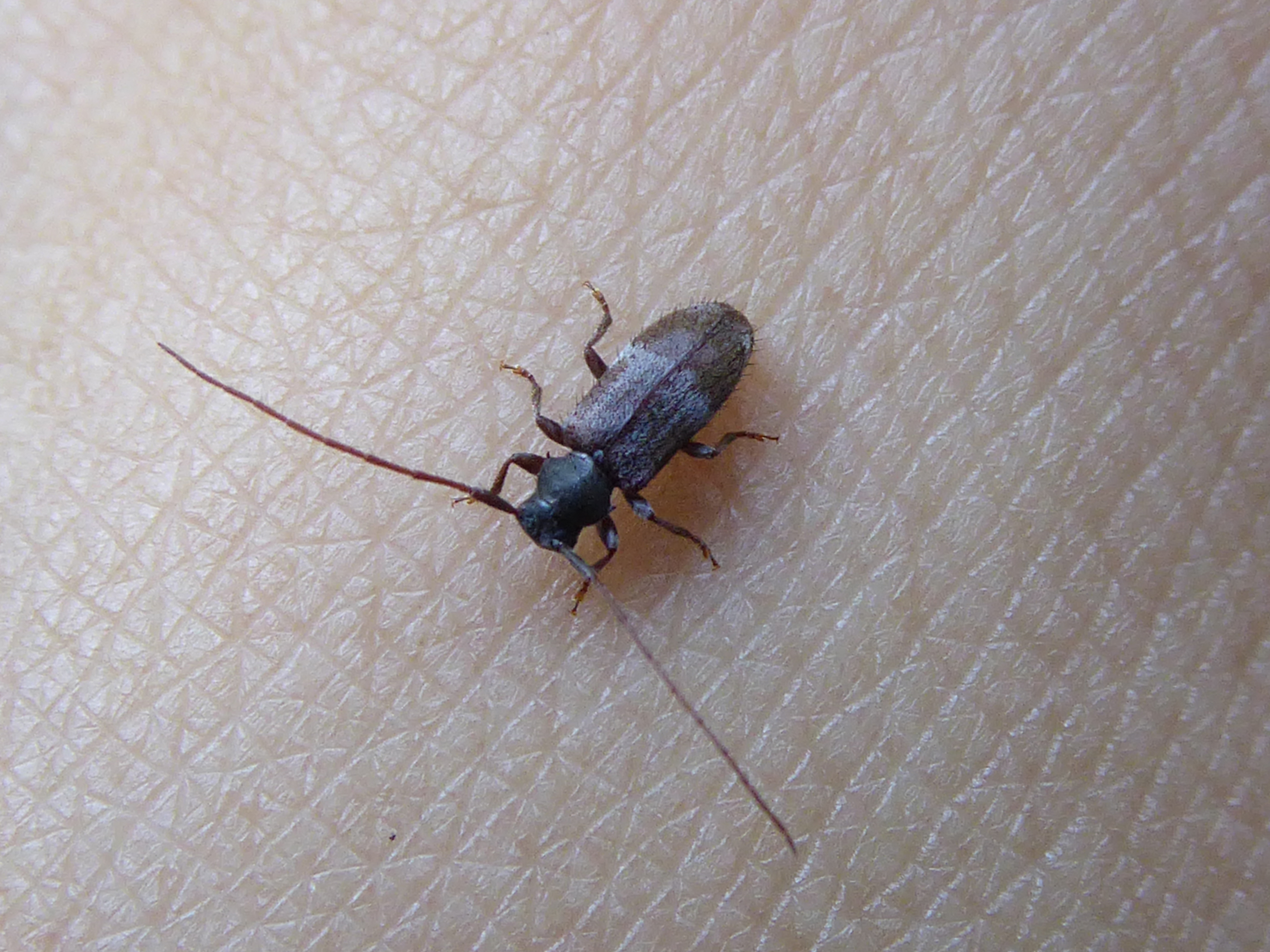

Magyarországon nem védett.